# إدارة زاكابا
إدارة زاكابا (بالإنجليزية: Zacapa Department)‏  هي إداراة في غواتيمالا، تتبع غواتيمالا، بلغ عدد سكانها 207814  نسمة في 2003، عاصمتها ثاكابا، غواتيمالا، تبلغ مساحتها 2690 كيلومتر مربع.